# Centro Municipal de Obesidad y Enfermedades Metabólicas Dr. Alberto Cormillot
El Centro Municipal de Obesidad y Enfermedades Metabólicas "Dr. Alberto Cormillot" es una institución destinada al tratamiento y la prevención de la obesidad y los diferentes trastornos relacionados.

## Ubicación
Está ubicado sobre la calle Bailén al 2060, esquina Miraflores, en Ingeniero Pablo Nogués. Linda con el Centro Municipal de Cirugía Robótica de Malvinas.

## Modalidades de atención
El centro cuenta con la atención ambulatoria de niños, adolescentes y adultos, y cuenta con los siguientes servicios:
- laboratorio
- electrocardiograma
- consulta cardiológica
- estudios complementarios necesarios según criterio médico
- grupo de orientación
- consulta médica
- consulta nutricional
- actividad física
- grupos terapéuticos/educativos

Por otro lado, también se realizan cirugías a cargo del Servicio de Cirugía Bariátrica y Metabólica del Centro, y es posible hacer intervenciones de:
- by pass gástrico
- manga gástrica
- banda gástrica[2]
- talleres de cocina
- talleres de sexualidad.[3]

El Centro coordina actividades con el Hospital de Rehabilitación "Dr. Arnoldo Drozdowski" como, por ejemplo, el uso de la piscina con fines terapéuticos. Junto con el Club Social y Polideportivo Grand Bourg, funcionan como centro de día, y ofrece servicios de actividad física, consulta nutricional y orientación.